# Briefmarken-Ausgaben der französischen Zone in Deutschland
Nach dem Zweiten Weltkrieg war der Südwesten Deutschlands ab April 1945 als Französische Besatzungszone unter französischer Verwaltung. Ab Dezember 1945 wurde eine neue Briefmarkenserie mit 13 Dauermarken herausgegeben. Ab Frühjahr 1947 folgten lokale Ausgaben der vier Regionen Baden, Württemberg-Hohenzollern und Rheinland-Pfalz sowie das Saarland. 

## Liste der Ausgaben und Motive

### Legende
- Bild: Eine bearbeitete Abbildung der genannten Marke. Das Verhältnis der Größe der Briefmarken zueinander ist in diesem Artikel annähernd maßstabsgerecht dargestellt.
- Beschreibung: Eine Kurzbeschreibung des Motivs und/oder des Ausgabegrundes. Bei ausgegebenen Serien oder Blocks werden die zusammengehörigen Beschreibungen mit einer Markierung versehen eingerückt.
- Werte: Der Frankaturwert der einzelnen Marke, noch in Währung der Reichsmark.
- Ausgabedatum: Das erstmalige Datum des Verkaufs dieser Briefmarke.
- Gültig bis: Nach diesem Datum konnte die Marke nicht mehr verwendet werden.
- Auflage: Soweit bekannt, wird hier die zum Verkauf angebotene Anzahl dieser Ausgabe angegeben.
- Entwurf: Soweit bekannt, wird hier angegeben, von wem der Entwurf dieser Marke stammt.
- MiNr.: Diese Briefmarke wird im Michel-Katalog unter der entsprechenden Nummer gelistet.

| Dauermarken |                                                                     |                  |                   |               |            |               |       |
| Bild        | Beschreibung                                                        | Werte in Pfennig | Ausgabe- datum    | gültig bis    | Auflage    | Entwurf       | MiNr. |
|             | Gemeinschaftsausgabe der Französischen Zone - Wappen des Rheinlands | 1                | 11. Januar 1946   | 20. Juni 1948 | 21.600.000 | Robert Louis  | 1     |
|             | - Wappen der Pfalz                                                  | 3                | 11. Januar 1946   | 20. Juni 1948 | 44.800.000 | Robert Louis  | 2     |
|             | - Wappen Württembergs                                               | 5                | 11. Januar 1946   | 20. Juni 1948 | 53.600.000 | Robert Louis  | 3     |
|             | - Wappen Badens                                                     | 8                | 11. Januar 1946   | 20. Juni 1948 | 43.300.000 | Robert Louis  | 4     |
|             | - Wappen des Rheinlands                                             | 10               | 17. Dezember 1945 | 20. Juni 1948 | 1.137.000  | Robert Louis  | 5     |
|             | - Wappen der Pfalz                                                  | 12               | 17. Dezember 1945 | 20. Juni 1948 | 90.400.000 | Robert Louis  | 6     |
|             | - Wappen Saarbrückens                                               | 15               | 11. Januar 1946   | 20. Juni 1948 | 22.300.000 | Robert Louis  | 7     |
|             | - Wappen Württembergs                                               | 20               | 17. Dezember 1945 | 20. Juni 1948 | 25.100.000 | Robert Louis  | 8     |
|             | - Wappen Saarbrückens                                               | 24               | 11. Januar 1946   | 20. Juni 1948 | 64.700.000 | Robert Louis  | 9     |
|             | - Wappen Badens                                                     | 30               | 17. Dezember 1945 | 20. Juni 1948 | 20.500.000 | Robert Louis  | 10    |
|             | - Johann Wolfgang von Goethe                                        | 1 Mark           | 17. Dezember 1945 | 20. Juni 1948 | 1.044.325  | Achille Ouvré | 11    |
|             | - Friedrich Schiller                                                | 2 Mark           | 1. April 1946     | 20. Juni 1948 | 1.032.175  | Achille Ouvré | 12    |
|             | - Heinrich Heine                                                    | 5 Mark           | 1. April 1946     | 20. Juni 1948 | 1.015.200  | Achille Ouvré | 13    |